# The Greening of Planet Earth

The Greening of Planet Earth (L'Écologisation de la planète Terre) est une vidéo d'une demi-heure produite par l'industrie américaine du charbon, qui affirme que l'augmentation des niveaux de CO2 sera bénéfique pour l'agriculture et que les politiques visant à réduire les niveaux de CO2 sont donc mal orientées.

## Contenu
La vidéo soutient que la hausse des niveaux de CO2 stimule directement la croissance des plantes et, en raison du réchauffement généré, provoque la hausse des températures hivernales, stimulant ainsi indirectement la croissance des plantes. Elle a été produite en 1991 et publiée l'année suivante. Une suite intitulée L’écologisation de la planète Terre continue a été publiée en 1998. La vidéo a été commentée par Sherwood Idso. Une fois la vidéo réalisée, elle a été distribuée à des milliers de journalistes par un groupe d'industriels du charbon. La vidéo est devenue très populaire et a été notamment visionnée par George H. W. Bush alors qu'il occupait la Maison Blanche. Elle a aussi fait l'objet d'une diffusion lors du Sommet de la Terre de 1992 et, selon certains rapports, elle a été particulièrement appréciée par le chef d'état-major John H. Sununu.

## Financement
Le financement de la vidéo a été réalisé par la Western Fuels Association, qui a déboursé 250 000 dollars pour la produire. Elle a été produite par la Greening Earth Society, qui est une association créée par la Western Fuels Association, et avec laquelle l’association a partagé une adresse commerciale.

## Voir également
- Effet fertilisant du CO2
- Déni du réchauffement climatique